# Octav Zemlička
Octav Zemlička (pronunțat și uneori scris Zemlicica) este un cântăreț și chitarist român.
Este unul dintre cei trei membri fondatori ai formației Sfinx (alături de Corneliu „Bibi” Ionescu și Cristian Valica), al cărei lider, solist vocal și chitarist a rămas până în anul 1969 (când conducerea muzicală i-a revenit lui Dan Andrei Aldea). De-a lungul perioadei în care a activat în Sfinx, Zemlička a avut cea mai mare influență asupra orientării muzicale a formației. Cântă și cu formația Sincron.